# Tajlandia na Letnich Igrzyskach Olimpijskich Młodzieży 2010
Tajlandię na Letnich Igrzyskach Olimpijskich Młodzieży w Singapurze w 2010 reprezentować będzie 2 sportowców w 2 dyscyplinach.

## Tenis
- Luksika Kumkhum

## Tenis stołowy
- Sutashini Sawetabut